# Las aventuras de Horus, Príncipe del Sol
Las aventuras de Horus, Príncipe del Sol, es una película de animación del director de cine japonés Isao Takahata realizada en 1968. 
Ambientada en el norte de Europa en la Edad del Hierro, cuenta la historia de un chico que vive aislado de la civilización junto con su padre, lucha contra lobos. A la muerte de su padre, Horus, viaja hacia la civilización defendiendo lo que cree justo y atacando a los peligros que Gronwald ha lanzado sobre los hombres. Desde el principio le acompaña la espada del sol, una espada que se encontraba clavada en Rocko, un hombre gigante hecho de roca, quien agradece a Horus el detalle de haberle sacado «la espinita». Se encuentra con la enigmática Hilda, quien guarda un gran secreto.
Película que enseña en afán de superación, la ayuda del grupo, la humildad y los buenos valores, todo ello dotado por puntos cómicos y canciones sencillas que hacen que la trama sea más agradable para todos.